# Estación de Gambetta
Gambetta es una estación de las líneas 3 bis y 3 del metro de París situada en el XX distrito, al este de la capital, bajo la avenida de Gambetta. 

## Historia
En 1905, la línea 3 llegó hasta la estación de Gambetta convirtiéndose en el terminal este de la línea. El 27 de noviembre de 1921 con la prolongación de la línea hasta Porte des Lilas la estación perdió su condición de terminal.
En 1971, la línea 3 fue nuevamente ampliada hasta la localidad vecina de Bagnolet. Con ello se decidió separar el ramal que llegaba a Porte des Lilas para convertirlo en una línea propia, la 3bis. Estos cambios supusieron la creación de una nueva estación para la línea 3 que llevó al cierre de la estación vecina de Martin Nadaud que quedaba a menos de 100 metros y que fue integrada en la estructura de la nueva parada.
Debe su nombre al político francés Leon Gambetta. 

## Descripción

### Estación de la línea 3
La estación se compone de dos vías y de dos andenes de 196 metros de longitud. Son, con diferencia, los andenes más largos de la red. Sus medidas se explican por la integración de la antigua estación de Martin Nadaud en la nueva estación de Gambetta que se construyó en 1971. En la bóveda se aprecia también dicha integración ya que un tramo de la misma es sensiblemente más bajo que el resto al corresponder con la antigua estación.
Renovada en 2008, está revestida completamente de los clásicos azulejos blancos biselados, con la única excepción del zócalo que es de color verde. De esta última renovación data también su característica iluminación azulada. Se realiza a través de un sistema híbrido que combina dos fuentes de luz; una, de color azul, se proyecta exclusivamente sobre la bóveda, y la otra apunta hacia los andenes. 
La señalización por su parte usa la moderna tipografía Parisine donde el nombre de la estación aparece en letras blancas sobre un panel metálico de color azul. Por último, los asientos de la estación son los modernos Coquille o Smiley, unos asientos en forma de cuenco inclinado para que parte del mismo pueda usarse como respaldo y que poseen un hueco en la base en forma de sonrisa. Los mismos están presentes en un único color, el verde.

### Estación de la línea 3 bis

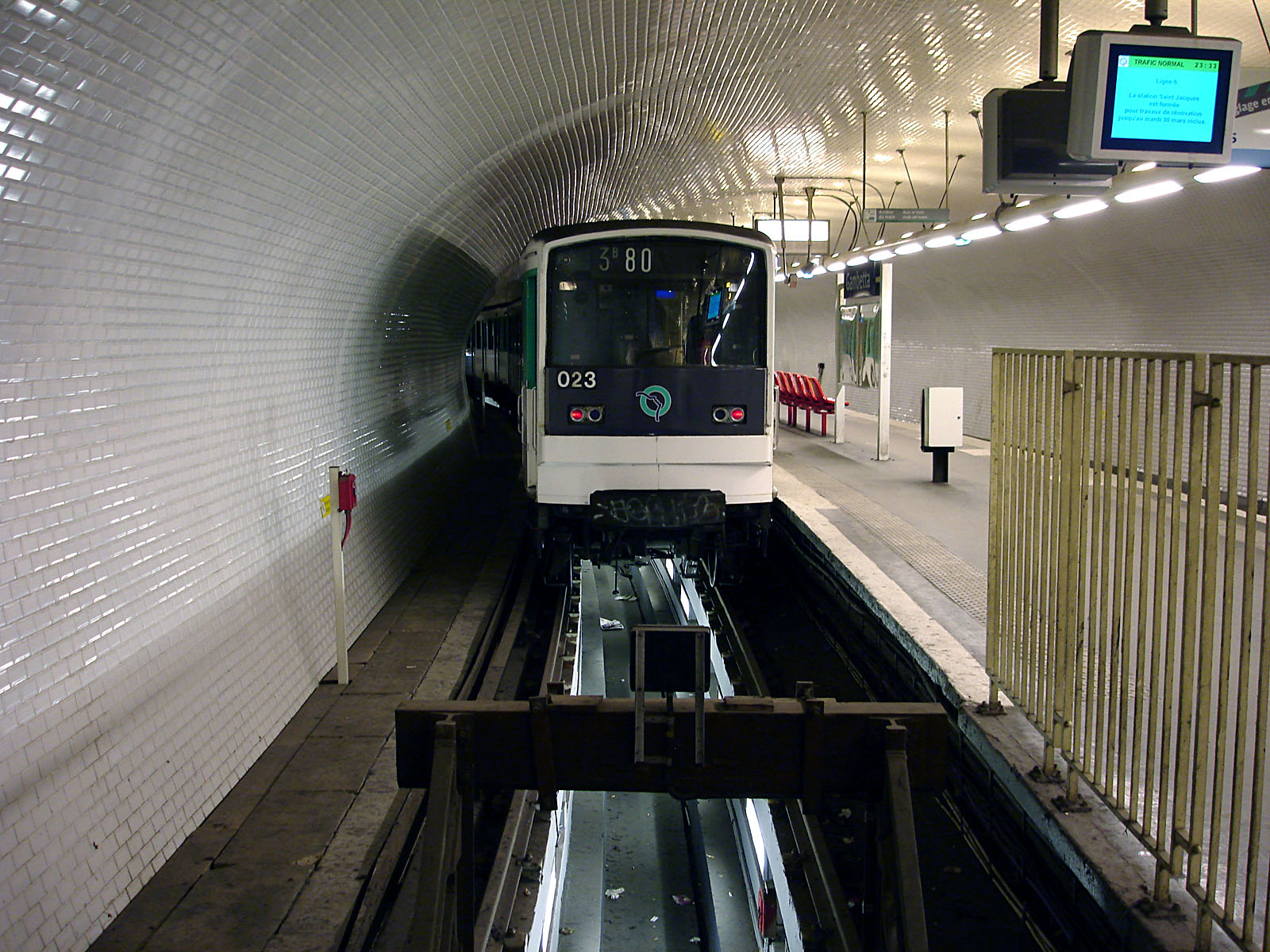
Tren detenido en una de las vías de la estación de la línea 3 bis junto a uno de los topes.

La estación se compone de dos vías y de un andén central curvado de 75 metros. Al final de cada vía existe un tope. 
Está diseñada en bóveda elíptica revestida completamente de los clásicos azulejos blancos biselados. 
Su iluminación sigue el estilo New Neons, originaria de la línea 12 pero que luego se ha ido exportando a otras líneas. Emplea delgadas estructuras circulares, en forma de cilindro, que recorre el andén central proyectando la luz tanto hacia arriba como hacia abajo. Finos cables metálicos dispuestos en uve sostienen a cierta distancia de la bóveda todo el conjunto.
La señalización por su parte usa la moderna tipografía Parisine donde el nombre de la estación aparece en letras blancas sobre un panel metálico de color azul. Por último, los asientos de la estación son rojos, individualizados y de tipo Motte.

## Accesos
La estación dispone de seis accesos, uno de los cuales está catalogado como Monumento Histórico al haberse realizado por Hector Guimard.
- Acceso 1: en la calle rue Belgrand Hôpital Tenon frente al ayuntamiento del XX Distrito.
- Acceso 2: esquina de la avenida Père Lachaise con la calle des Pyrénées.
- Acceso 3: esquina de la avenida Père Lachaise con la calle des Pyrénées, lado opuesto.
- Acceso 4: esquina de la avenida Gambetta con la calle des Pyrénées.
- Acceso 5: esquina de la plaza Martin Nadaud con la calle Orfila.
- Acceso 6: esquina de la plaza Martin Nadaud con la avenida Gambeta.